# Ceferino Maestú
Ceferino Luis Maestú Barrio (Vigo, 30 de octubre de 1920-Boadilla del Monte, 13 de diciembre de 2016) fue un periodista y sindicalista español.

## Biografía
Nació en Vigo en 1920. Su padre Ceferino, de ideología republicana y gobernador civil de Huelva en 1936, sería detenido y fusilado al comienzo de la Guerra civil por las fuerzas sublevadas. Su hijo, por el contrario, estuvo afiliado desde joven en Falange y tomó parte en la contienda en las filas del Ejército franquista.
Periodista de profesión, llegaría a trabajar en medios de la llamada «Prensa del Movimiento». En 1948 fundó la agencia de noticias «Fiel», absorbida por EFE en 1968. Llegó a ser vocal del Sindicato provincial del Papel, Prensa y Artes Gráficas de Madrid. Sin embargo, desilusionado con la línea oficial franquista, empezó a desarrollar una línea de actuación alternativa a los Sindicatos verticales. En 1963 fue uno de los fundadores del Frente de Estudiantes Sindicalistas (FES) junto a Sigfredo Hillers, Narciso Perales y Juan Diego. Maestú, que llegó a mantener contactos con el entonces clandestino Partido Comunista de España, también habría participado en la fundación del sindicato Comisiones Obreras. Consecuencia de sus actividades, fue detenido por la policía franquista en 1966.